# O interior do ateliê de uma pintora
O interior do ateliê de uma pintora é uma pintura de 1789 de Marie-Victoire Lemoine. Faz parte da coleção do Museu Metropolitano de Arte, em Nova York.
O trabalho é uma homenagem a Élisabeth-Louise Vigée-Le Brun.